# Pedro II de Montenegro
Pedro II de Montenegro (en serbio cirílico:  Петар II Петровић Његош / Petar II Petrović-Njegoš) fue un poeta, filósofo, soberano y príncipe-obispo de Montenegro. Nació en Njeguši, Montenegro, el 13 de noviembre de 1813 y murió en Cetiña, la capital, el 31 de octubre de 1851. Su obra es lírica, épica y dramática. Destaca su legendaria epopeya Gorski Vijenac (La corona de las montañas), que retrata el combate del pueblo de Montenegro y Serbia contra los turcos.
Pedro II Petrović-Njegoš es una de las figuras políticas más importantes y uno de los más grandes pensadores de Serbia y Montenegro.

## Biografía

### Infancia
Radivoje «Rade» Tomov Petrović nació el 13 de noviembre de 1813 (el 1 de noviembre según el antiguo calendario) en el pueblo de Njeguši, la capital del distrito Katunska Nahija de Montenegro. Sus padres eran Tomo Markov Petrović e Ivana Proroković Petrović. Tuvo dos hermanos y dos hermanas. Su familia pertenecía a la Casa de Petrović-Njegoš, dinastía que proporcionará los príncipes de Montenegro durante más de un siglo.
En el momento de su nacimiento, Montenegro no existía como estado moderno, sus fronteras no estaban definidas y no era reconocido sino como parte independiente del imperio otomano, mientras que su soberano era un gobernador impuesto por la República de Venecia. El poder estaba distribuido entre los jefes de clanes, que reconocían, según el caso, al imperio austriaco, la república de Venecia, el imperio otomano o la Metrópoli de Montenegro y el Litoral, una diócesis de la iglesia ortodoxa serbia en Montenegro.

### Educación y nombramiento
Rade pasa sus primeros años en Njeguši. En 1825, su tío, el príncipe obispo Pedro I de Montenegro, Petar Petrović-Njegoš, le envía al monasterio de Cetiña como su sucesor, y encarga su preparación a un monje, Misail Cvetković y al secretario del príncipe obispo, Jakov Cek. En esa época, escribe sus primeros poemas, sobre todo de carácter satírico, para divertir a los jefes locales y a los monjes. A mediados de ese año, es enviado al monasterio de Topla, cerca de Herceg Novi, donde aprende italiano, matemáticas, canto eclesiástico, el salterio y otros temas gracias al hieromonje del monasterio, Josip Tropović. A menudo, asiste a los servicios religiosos al cercano monasterio de Savina, consagrado a Sava de Serbia. A finales de 1826, vuelve a Cetiña, la capital de Montenegro.

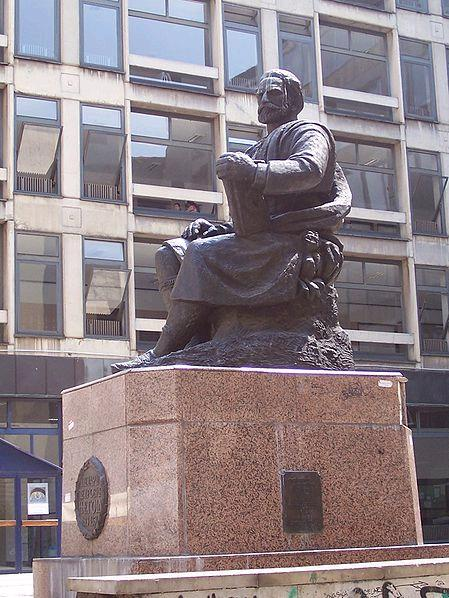
Estatua de Pedro II Petrović-Njegoš en Belgrado

El 20 de enero de 1827, el príncipe Pedro I le propone como su sucesor en lugar de Đorđije Savov, que ha ido a Rusia y se ha convertido en oficial de caballería. Falto de medios para enviar también a Rade a Rusia, decide educarlo él mismo. Le enseña italiano, ruso y alemán, así como las bases del inglés y el francés, y le da acceso a su rica biblioteca. Asimismo, nombra a uno de los escritores serbios más importantes de la época, Sima Milutinović, de Sarajevo, en calidad de preceptor personal del joven Rade. Este le enseña literatura antigua, arte, historia, filosofía y literatura.
En 1829, Rade envía a Sima numerosos poemas populares. El más célebre es el Canto del Espíritu Nacional sobre la guerra entre la emperatriz rusa Catalina II y el sultán otomano.

### Soberano de Montenegro
Rade se convirtió en obispo de Cetiña y virrey de la Metrópoli de Montenegro y el Litoral el 19 de octubre de 1830, a la edad de 17 años, después de la muerte de su tío Pedro I.
El día siguiente, el 20 de octubre, Rade entierra a su tío, se convierte en monje bajo el archimandrita del monasterio de Vranjina y adopta el papel de su tío. Dos días más tarde, se convierte él mismo en archimandrita, jefe supremo de todos los eclesiásticos de Montenegro.
El nuevo príncipe obispo Radivoje tiene bajo su mando cuatro distritos de Montenegro: Katunska Nahija, Lješanska Nahija, Riječka Nahija y Crmnica, a través de los clanes serbios, así como de cuatro tribus de las montañas: Bjelopavlići, Piperi, Rovčani y Moračani. Como jefe eclesiástico, gobierna únicamente desde las Bocas de Kotor hasta Shkodër, en Albania. Aún es joven, así que su padre, Tomo, su tío, el capitán Lazar Proroković y algunos grandes jefes de tribu, le ayudan.
El 31 de enero de 1831, en el monasterio de Vranjina, en la isla de Kom, el arzobispo de Rascie-Prizren le delara oficialmente archimandrita. Radijov recibe el nombre de Pedro II en honor de su predecesor. El nuevo príncipe obispo Pedro II (Petar II) invita a dos enviados del imperio ruso de origen montenegrino a que vengan a ayudarle en su reino: Mateja Vučićević, virrey de Montenegro en Rusia y su tío, Ivan Vukotić, sargento del ejército ruso. Ambos llegan a Montenegro en septiembre y el día 27 de ese mes toman la decisión de crear una estructura de gobierno en Montenegro. Se crea un Senado, presidido por el príncipe-obispo y compuesto por 16 senadores: los jefes más eminentes de Montenegro. El deber del Senado es actuar como gobierno y corte suprema. Se crea una guardia formada por 164 miembros que ejercerán de rama ejecutiva del Gobierno, como policías y jueces itinerantes en los conflictos mineros.

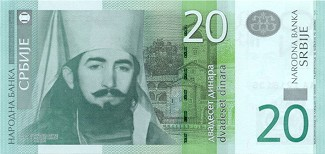
Petar II Petrovic-Njegoš en un billete de 20 dinar serbios

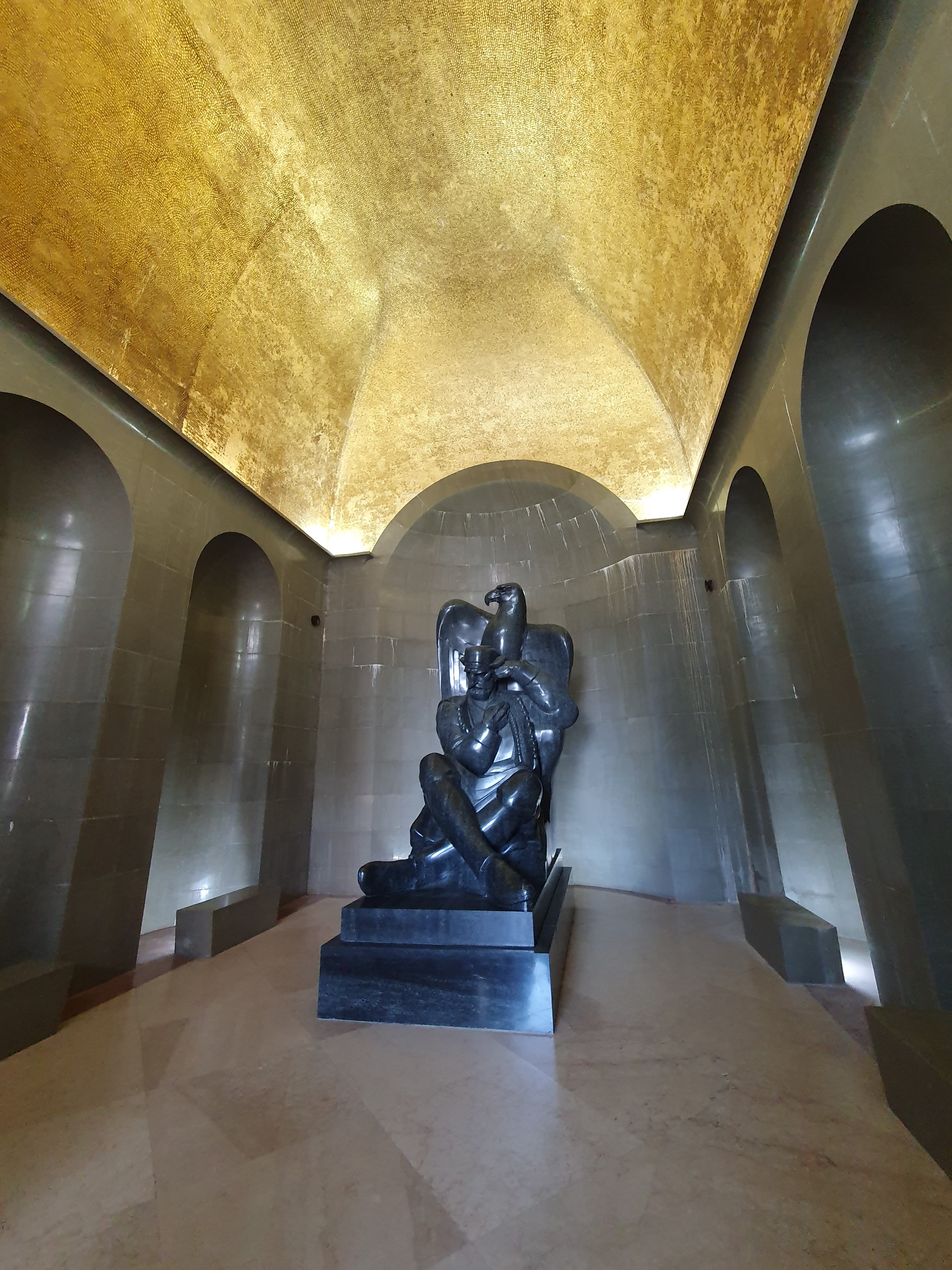
Mausoleo de Njegoš en el monte Lovćen

Ivan Vukotić se convierte en el primer presidente del Senado, mientras Mateja Vučevićević es el primer vicepresidente. La sede del Senado se establece en Cetiña y la de la guardia en Rijeka Crnojevića. Pedro II deberá estar presente en todas las asambleas del Senado, salvo para la pena capital, ya que el derecho canónico le impide participar.
Pedro II enviará más tarde a los capitanes de su guardia a supervisar los clanes serbios de su dominio y a actuar como sus representantes para los clanes. Asimismo, crea una guardia personal de élite, los granaderos de Montenegro (perjanici), y una milicia especial de fronteras (en serbio, panduri; en cirílico, Пандури), para patrullar las nuevas fronteras de Montenegro.
A raíz de la Asamblea Nacional celebrada el 17 de noviembre de 1831, Vukolaj Radonjić, que se había opuesto al gobierno de la Casa Njegoš, fue destituido de sus funciones como gobernador de Montenegro y sustutido por Sima Milutinović, antiguo profesor de Rade. A principios de 1832, Pedro II suprime definitivamente las funciones de gobernador y se otorga plenos poderes sobre el país.
Para mejorar el prestigio de Montenegro a nivel internacional, viaja a Viena y al imperio ruso en 1833, donde es aceptado por los servicios eclesiásticos como príncipe-obispo de Montenegro en San Petersburgo, la capital. Ese mismo año, antes de su viaje a Serbia, el obispo ortodoxo serbio de Užice le entrega el almanaque (Danica) de 1826, escrito por el reformador de la lengua serbia Vuk Stefanović Karadžić.
Pedro II contribuye a la educación en su país gracias a la fundación de una escuela primaria en Cetiña, la capital de Montenegro en 1834. Ese mismo año, inaugura una imprenta dedicada a la impresión de sus propias obras. Empieza por El ermitaño de Cetiña.
En 1836, viaja de nuevo a Rusia y Viena. Publica El ABC de la lengua serbia. En 1838, publica La gramática serbia y ordena reimprimir los manuales escolares impresos anteriormente por su tío Pedro I Petrović-Njegoš, El libro de lectura elemental serbio.
Los conflictos con los vecinos musulmanes el imperio otomano son en esa época insignificantes, sin embargo, el monasterio serbio de Stanojevići es adquirido por los austriacos, mientras que Vranjina y Lesandor son tomados por el pachá de Shkodër. A pesar de que Pedro II apoya a los rebeldes contra el poder musulmán y está dispuesto a combatir abiertamente al imperio otomano, la política pacífica de Rusia hacia estos le impide actuar abiertamente en una guerra.
En 1842, Pedro II construye otra escuela elemental en Dobrsko Selo. El 11 de junio, el príncipe de Serbia, Miguel III Obrenović y la Sociedad de literatura serbia le nombran miembro de honor como recompensa por sus méritos en la enseñanza de la lengua serbia.
En 1845 es declarado metropolitano de Cetiña. Ese año, publica La luz del microcosmos, una serie de escritos filosóficos magistral. En 1846, escribe una selección de poemas nacionales montenegrinos: El espejo serbio, en honor del escritor ruso Aleksandr Pushkin.
En 1846 y 1847, Pedro II está en Viena, capital del imperio austriaco. En 1847 publica La corona de las montañas, su obra más conocida. En ella, describe, en 2819 versos, la voluntad del pueblo serbio para conseguir su libertad. Ese mismo año, escribe El falso zar Esteban el pequeño, donde describe la vida del primer soberano del Montenegro moderno, Esteban el Pequeño, en el siglo XVIII.
A principios de 1849, Pedro II ayuda a las luchas revolucionarias del ban de Croacia, Josip Jelačić, y mantiene estrechas relaciones con el principado de Serbia.
En 1851, imprime una moneda, el perun montenegrino, que tiene el nombre de un dios de la mitología eslava Perun. Ese mismo año, Pedro II se ve afectado por la tuberculosis. Viaja a Italia buscando un remedio. Publica su última obra importante, Sobre el falso zar Esteban el Pequeño.

### La muerte y el mausoleo
Pedro II muere de tuberculosis el 31 de octubre de 1851, en Cetiña, 21 años después de haber accedido al trono. Es enterrado en el monasterio de Cetiña. Sus restos fueron transferidos a una pequeña capilla en el monte Lovćen, donde se construyó su mausoleo en 1855. Allí permanecieron hasta 1916, cuando Montenegro fue ocupado por el imperio austrohúngaro y los ocupantes Habsburgo decidieron erigir un monumento al emperador austriaco Francisco José I de Austria, que nunca se llegó a realizar. Al final de la Primera Guerra Mundial, la capilla fue seriamente dañada, y los planes de su restauración se alargaron hasta que las autoridades comunistas decidieron construir un mausoleo diseñado por Ivan Meštrović. La capilla fue demolida en 1961 y el mausoleo se construyó en 1971. Los restos de Pedro II, que habían vuelto a Cetiña de manos de la iglesia serbia ortodoxa, vuelven a la montaña en 1974.

## Obra más importante

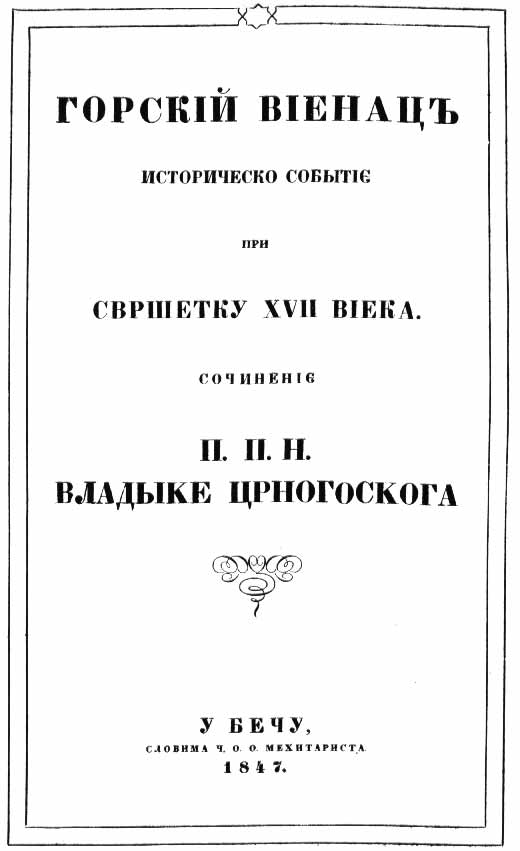
Cubierta de la obra Gorski Vijenac, La corona de las montañas.

- Gorski Vijenac (La corona de las montañas), Viena, 1847 (Горскій віенацъ: историческо событіє при свршетку XVII віека)
- La luz del microcosmos, Belgrado, 1845 (Луча Микрокозма)
- El falso zar Esteban el Pequeño, Trieste, 1847-1851 (Лажни цар Шћепан Мали: историческо збитије осамнаестога вијека)
- El espejo serbio, Belgrado, 1846 (Огледало Србско’')

## Otras obras
- La ermita de Cetiña, Cetiña, 1833; impreso en 1834 en Cetiña; (Пустиняк Цетински)
- Remedio para el furor turco, Cetiña, 1834 (Ліек Ярости Турске)
- La voz del tallador de piedra, Cetiña, 1834 (Глас каменштака)
- Un serbio da las gracias a los serbios por el honor; 1834, Cetiña; (Србин Србима на части захваљује)
- Oda a la afirmación del trono de Fernando I de Austria como emperador de Austria y Lista de los soberanos de Hungría, Cetiña, 1835 (Ода ступлѣня на престолъ Фердинанда I Императора Аустрискога и Краля Маџарскога и пр. и пр. и пр.)
- Tres días en Trieste en enero de 1844, Viena, Monasterio armenio, 1844; (Три дана у Тріесту у мѣсецу Януарию 1844)
- La vuelta de Đurišić y el castillo de Aleksić, [[[Viena]], 1850]; (Кула Ђуришића и Чардак Алексића 1847 године)
- El sonido de la libertad, Zemun, 1854, póstumo; (Слободіяда: епійскій спѣвъ у десетъ пѣсама)
- Los acuerdos de Njegoš, Cetiña, 1856, Instituto Histórico, póstumo; (Његошева биљежница)